# ラルフ・スタンレー
ラルフ・エドマンド・スタンレー（Ralph Edmund Stanley、1927年2月25日 - 2016年6月23日）はアメリカのブルーグラス・ミュージシャン。ボーカルとバンジョーの演奏を行い、Dr. Ralph Stanleyとして知られる。ラルフは1946年から、兄のカーター・スタンレーとともに、"スタンレー・ブラザーズ"での活動や、"Clinch Mountain Boys"での活動を行った。彼は最初期のブルーグラス・ミュージシャンの1人であり、International Bluegrass Music Hall of Honorとの両方に登録されている。

## 略歴
ラルフ・エドモンド・スタンレーはバージニア州の南西の街に生まれ育った。「俺が生まれたのはビッグ・スパラドルの中のちっぽけな街で、"マククルーレ"と呼ばれていた」。1936年からはディケンソン郡 (バージニア州)に移り住んでいた。 彼はリーとルーシーの間に生まれ、家庭ではあまり音楽と触れ合うことなく育った。彼が言うには「俺の親父は楽器の演奏はしなかったが、時々教会の歌を歌っていたよ。俺は親父の歌う"Man of Constant Sorrow"だとか"Pretty Polly"だとか'Omie Wise"とかを聴いたことがある」とのことである。
彼は、バンジョーのクロウハンマー奏法を母親から習った。
1945年の5月2日、ラルフは高校を卒業し、5月16日には陸軍入隊、1年と少しの間在籍していた。彼は軍を去ったあと、すぐに演奏活動を始めた。

### クリンチ・マウンテン・ボーイズ

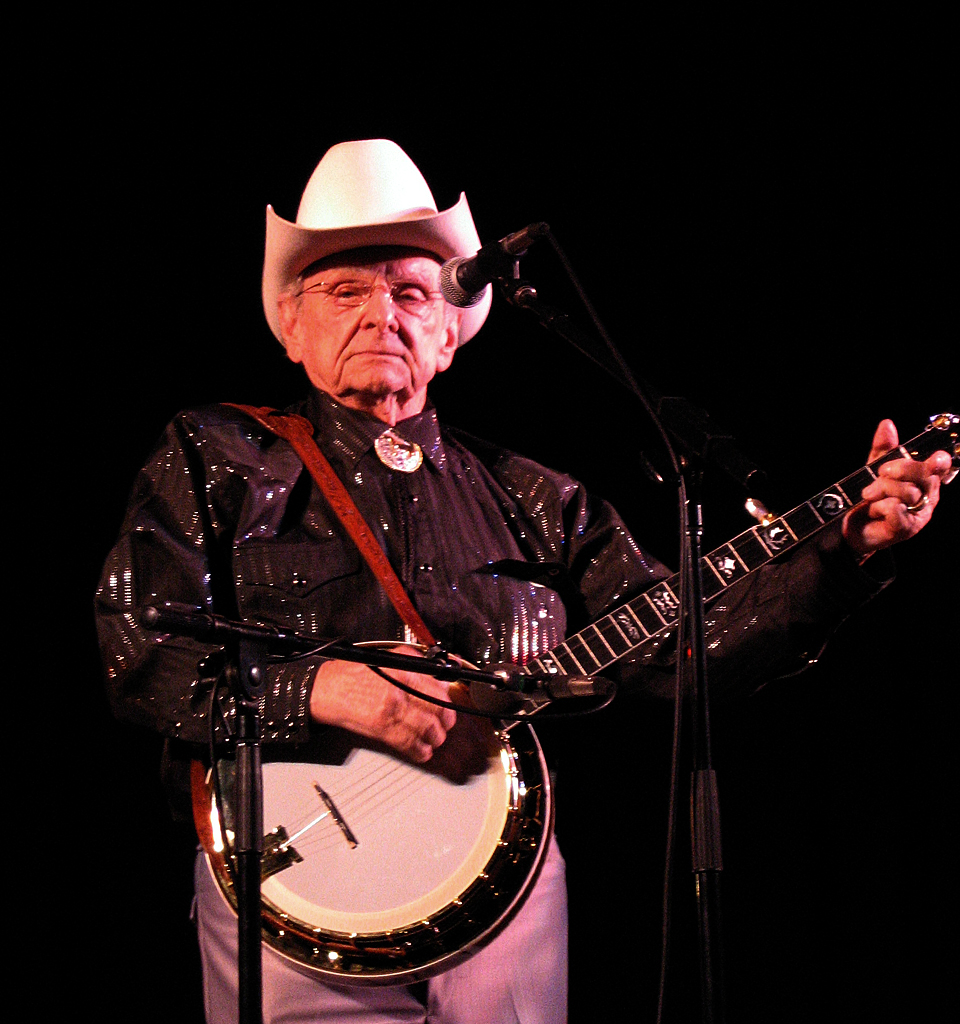
"Dr. Ralph Stanley" 2006年

1946年、彼は兄でギタリストのカーター・スタンレーと共に、クリンチ・マウンテン・ボーイズを結成。"Primitive Baptist Universalist"教会の独特な短調の歌唱法など、その土地での伝統的な音楽や、カーター・ファミリーのような素朴で家庭的なハーモニーににウェイトを置き、地元のラジオ局での活動を始めた。初めに、ノートン (バージニア州)のWNVAで活動を始めたが、あまり長くはいなかった。その後はブリストル (バージニア州)にうつり、WCYBで"Farm and Fun Time"といった番組を始め、12年の間、しばしば出演をしていた。
初めはビル・モンローの楽曲を多くカバーしていた。ビル・モンローはブルーグラスという形態の音楽を作り出したアーティストである。彼らはすぐに「今のままじゃ上手く行かねぇって、事に気づいた。だから。俺たちは1948年、1949年と歌を作ったのさ。俺は20曲くらい歌とバンジョーチューンを作ったけど、兄貴の方が俺より曲を作るのは上手かったな。」コロムビア・レコードがスタンレー・ブラザーズと契約した時、ビル・モンローは抗議して、レコードを抜けデッカ・レコードと契約した。その後、カーターは再び"ブルーグラスの父"であるビル・モンローの歌を歌った。
ラルフはモンローの心境の変化について、「モンローは兄貴が良い歌手になるって分かってたんだな。モンローは俺たちの音楽が好きだった。俺たちの歌が好きだったんだよ」と語っている。
スタンレー・ブラザーズは、1950年代の終わりにキング・レコードに入った。同時期にジェームス・ブラウンもレコードに加入。実際のところ、ジェームス・ブラウンとスタンレー・ブラザーズはスタンレーが"Finger Poppin' Time"をレコーディングしている時、同じスタジオにいた。ラルフ曰く、「俺たちは一緒にフィンガーをポッピンさせてたのさ」、ということである。キング・レコードにおいて、彼らの音楽は今日知られているスタンレー・スタイルにより近づいて行った。
ラルフとカーターは彼ら兄弟とバンドのメンバーで、"Clinch Mountain Boys"として1946年から1966年まで活動を行った。ラルフは、カーターが他界する1967年以後、ソロになってからもバンドの名前を残し続けた。

### ソロでの活動
肝硬変からの合併症で1966年にカーターが亡くなった後、1年としばらくの間、ラルフは喪に服していた。 その後、ラルフは1人での活動を続けていくか否か、重大な決断を迫られた。ラルフは当時の事についてこう語った。「俺は心配だった。本当に1人でやってけるのか分からなかった。だが、俺のとこには3,000通以上のファンレターと電話がひっきりなしにやってきやがるんだ。俺はキングのSyd Nathamのとこに行って言ったよ。『俺に続けてほしいか？』とね。そしたら奴はこう返した。『当たり前だ！2人の時以上にお前はやってみせるさ！』とね。」
彼は1人で活動を続けると決め、クリンチ・マウンテン・ボーイズを再結成した。当時のメンバーは、ラリー・スパークス、チャーリー・サイズモア、ロイ・リー・センターズだった。その後、とにバンドのライブで出会った。「やつらはまだ16,17そこらだった。俺は人ごみの中であいつらに出会った。あいつらは俺たちみたいなサウンドを鳴らしてやがったんだ。」 彼ら2人の実力を見て、ラルフは2人を「成功のチャンスを与えてやる」ということでバンドに加入させた。その結果、バンドは7人のメンバー構成になった。 やがて、ラルフの息子、ラルフ・スタンリー二世がリードボーカルとリズムギターとしてバンドに加入。

### クリンチ・マウンテン・ボーイズのメンバー
1967 to 2016:
- ラルフ・スタンレー (リード・ボーカル, バンジョー)
- ジャック・コーク (アップライト・ベース)
- カーリー・レイ・クライン (フィドル)
- ジョージ・シャッファー (スチールギター, アップライト・ベース)
- メルヴィン・ゴインズ (アップライト・ベース, スチールギター)
- ラリー・スパークス (リード・ボーカル, スチールギター)
- ロイ・リー・センターズ (リード・ボーカル, スチールギター)
- リッキー・スキャッグス (フラットマンドリン)
- キース・ウィットリー (リード・ボーカル, スチールギター)
- チャーリー・サイズモア (リード・ボーカル, スチールギター)
- リッキー・リー(スチールギター)
- ジュニア・ブランケンシップ (スチールギター)
- ケネッス・デイビス(スチールギター)
- レンフロ・プロフィット (スチールギター)
- ロン・トマソン (フラットマンドリン)
- スティーブ・スパークマン (バンジョー)
- ジェームス・アラン・シェルトン (スチールギター)
- サミー・アドキンス (リード・ボーカル, スチールギター)
- トッド・ミード (フィドル)
- ラルフ・ハンク・スミス (スチールギター)
- アーニー・シャッカー (リード・ボーカル, スチールギター, フラットマンドリン)
- ジョン・リグズビー (フラットマンドリン)
- ディーウィー・ブラウン (フィドル)
- アウディ・ラットリフ (アップライト・ベース)
- ラルフ・スタンレーII世 (リード・ボーカル, スチールギター)
- ネイサン・スタンレー (フラットマンドリン, リード・ボーカル, スチールギター)
- ジェームス・プライス(フィドル)
- ランダル・ジョー・ヒビッツ (アップライト・ベース)
- ミッシェル・ヴァン・ダイク (バンジョー)
- ジャロード・チャーリ (バンジョー)
- アレックス・ヒビッツ(フラットマンドリン)
- ジミー・ヴォーギン(リズムギター, ボーカル)

### 政治活動
1970年周辺、ラルフはディケンソン郡 (バージニア州)の裁判所書記官と税務局役員に立候補。宣言だけに終わった。

### オー・ブラザー！
スタンリーの楽曲は2000年の映画"オー・ブラザー!"に使用され、映画ではアパラチアの鎮魂歌"O Death"が用いられた。サウンドトラックのプロデューサーはT・ボーン・バーネット。スタンレーはバーネットの仕事へエールを送った。
また、この曲で、スタンレーは2002年のグラミー賞でベスト・弾性・カントリー・ボーカル・パフォーマンスを受賞。ラルフは「この賞の受賞は俺にとっては、ケーキの上に氷を載せるみたいなもんだ」とし、「なんだか違うカテゴリに入れられてしまったな」と語った。

### 今日
世界のブルーグラス音楽において、"Dr.ラルフ・スタンレー"としてその名が広く知られている。"Dr."が広まったのは、1976年にテネシー州ハローゲートのリンカーン記念大学で名誉教授となったことに由来する。スタンレーはInternational Bluegrass Music Hall of Honorに1992年と2000年に登録される。また、2000年から3000年の間にグランド・オール・オプリに就任した最初の人物となった。
ラルフはランダール・フランクやアラン・オートリーのプロデューサーに加わり、"In the Heat of the Night"のキャストCD"Christmas Time’s A Comin"のプロデュースや、CDの楽曲"Christmas Time’s A Comin"での演奏を行った。CDはSonliteとMGM/UAからリリースされた。このCDは1991年と1992年に南部の販売店で最も売れたクリスマスソングアルバムとなった。
2006年には、とともに、ヒットソングとなる"Me and God"をリリース。

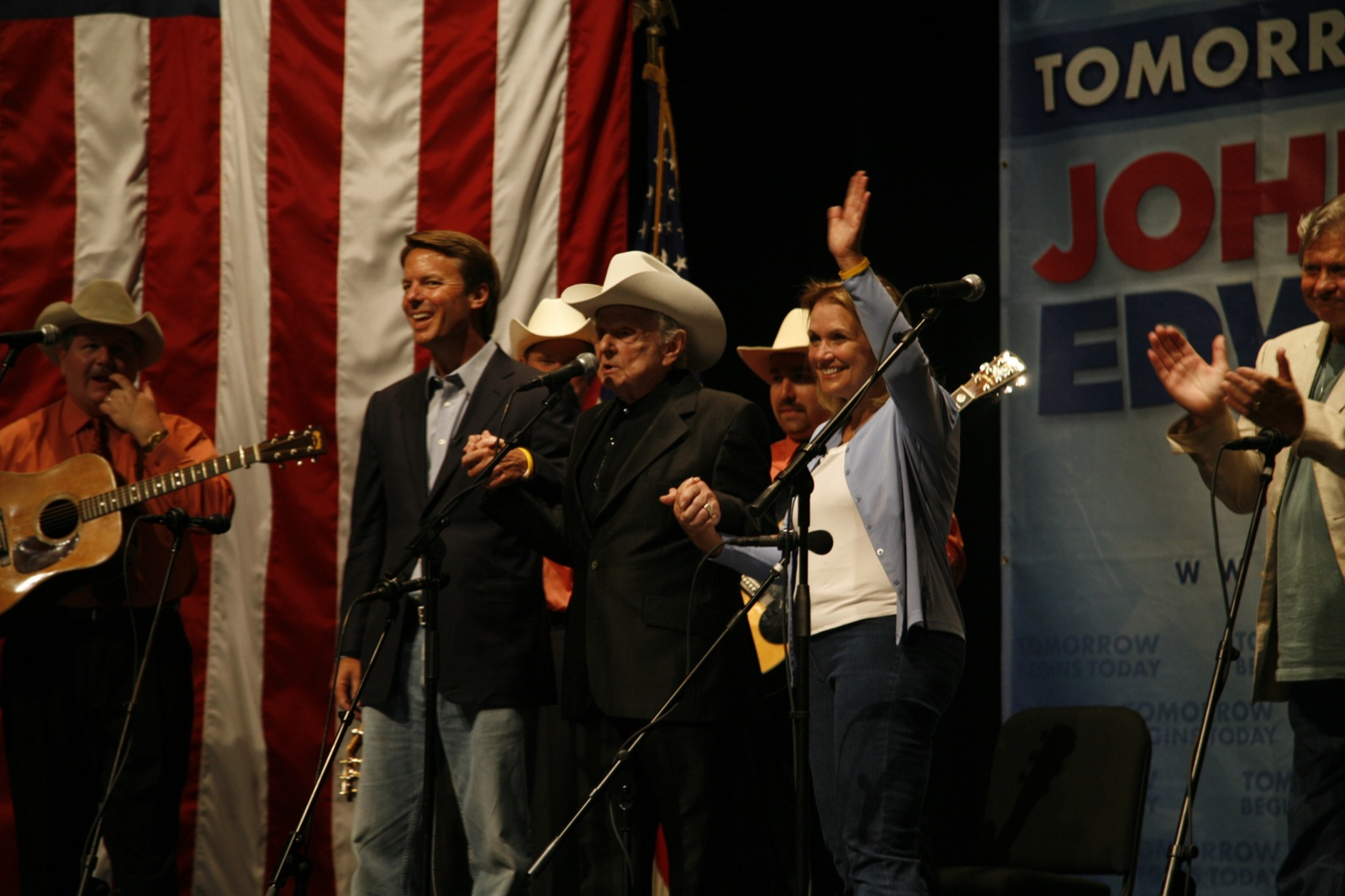
ジョンとエリザベス・エドワード、ラルフ・スタンレーとクリンチ・マウンテン・ボーイズとともに。2007年6月18日。

2006年、ナショナル・メダル・オブ・アートを受賞。2007年11月10日、スタンレーとクリンチ・マウンテン・ボーイズは、大統領立候補者のジョン・エドワーズのために、デモインで演奏。民主党によるジェファーソン・ジャクソン・デーの夕食のすぐ後に行われた。"Man of Constant Sorrow"と"Orange Blossom Special"の演奏中、スタンレーは群衆に向かって、自分が1948年の初めての投票でハリー・S・トルーマンに入れたこと、2008年の選挙ではジョン・エドワーズに入れることを宣言した。
カントリー・シンガーのは、ラルフを「ミュージカル・ヒーロー」の1人であると語った。
2009年10月15日、スタンレーは自伝""をGotham Booksから出版。この本は、音楽ジャーナリストのエディ・ディーンとの共著である。2012年、スタンレーはニック・ケイヴの映画"Lawless"のサウンドトラックで数曲に参加。音楽はケイヴとウォレン・エリスによる。彼のソロ楽曲"White Light/White Heat"は映画のいくつかのシーンで、素晴らしい効果を生んでいる。
スタンレーは積極的にツアーを行っていて、2012年にはMuddy Roots Music Festival in Cookeville, TNへ出演したほか、2013年にはFreshGrass Festival in North Adams, MAに出演。 2013年6月には、フェアウェルツアーを企画しており、NCのRocky Mountには10月18日からスタートして、2014年12月で引退する予定を発表。しかし、アメリカ芸術科学大学からの受賞(2014年10月11日)に選出されたことを知り、自身のウェブサイトで、引退を撤回した。
2016年6月23日、スタンレーは、皮膚ガンとの闘病の末に他界した。

## 音楽スタイル
スタンレーはバンジョーの演奏に独自のスタイルを導入し、「スタンレー・スタイル」と呼ばれる。これは、ウェイド・メイナーのトゥー・フィンガー奏法の技術を進化させたもので、後にのスリーフィンガー奏法にも影響を受ける。スタンレー・スタイルは、スクラッグス・スタイルの親指の代わりに人差し指を使うことで可能になる、驚異的に早い「フォワード・ロール」によって特徴づけられる。しばしば、高音域にはカポを用いた。スタンレー・スタイルでは、バンジョー・ロールが途切れない。ピッキングはバンジョーのブリッジのすぐそばで行い、しっかりと弦を弾くことで、パリパリとしたサウンドを得ている。

## ディスコグラフィ（抜粋）
- Ralph Stanley (Columbia/DMZ) 2002年
- Shine on (Rebel) 2005年

## 受賞
- 1984年、米国国立芸術基金のナショナル・ヘリテージ・フェローシップ（人間国宝に相当）を受賞[12]。
- 2003年、第45回グラミー賞（最優秀ブルーグラス・アルバム）を受賞。
- 2004年、The Virginia Press Associationはラルフを、今年の優れたバージニアンに選出した。
- 2004年には、バージニア州クリントウッドに、ラルフ・スタンレー・マウンテン・ミュージック・センターがオープン。
- 2008年、バージニア議会は、彼を「素晴らしいバージニアン2008」に認定。
- 2008年11月15日、ガーナー (ノースカロライナ州)でキー・トゥー・シティーを受賞。
- 2000年4月、Library of Congress Living Legendに認定。[13]
- 2014年5月19日、イェール大学から、2度目の名誉博士号を授与される。[14]
- 2014年10月11日、American Academy of Arts and Sciencesから賞を授与される。[15]
- 2015年1月2日、リトル・ジミー・ディケンズが他界し、グランド・オール・オプリの最古参メンバーとなる。[16]